# تارا عماد

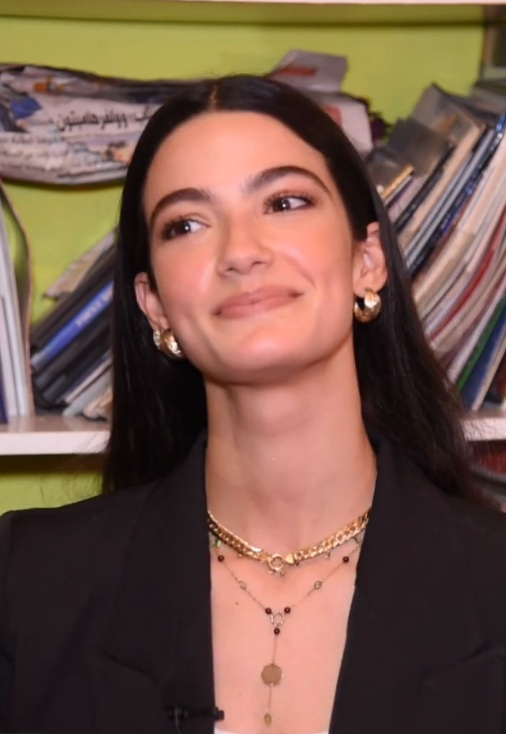

تارا عماد (زاده ۱۱ مه ۱۹۹۳) بازیگر و مدل مصری است.
او در سال ۱۹۹۳ در قاهره پایتخت مصر از پدری مصری و مادری یوگسلاوی اهل مونته‌نگرو به دنیا آمد. او از ۴ سالگی در چندین تبلیغ تلویزیونی ظاهر شد، سپس از ۱۴ سالگی به عنوان مدل فعالیت خود را شروع کرد و در مسابقات دوشیزه دنیا شرکت کرد. او در مسابقه نوجوانان در ۱۷ سالگی که در برزیل برگزار شد شرکت کرد و توانست با عنوان دوشیزه آفریقا و نایب قهرمانی دختران نوجوان جهان در سال ۲۰۱۰ به مصر بازگردد. او پس از دبیرستان به کالج مدیریت بازرگانی در دانشگاه آمریکایی قاهره پیوست. اولین کار هنری او در سریال دانشگاه با گروهی از بازیگران جوان به کارگردانی هانی خلیفه در سال ۲۰۱۱ بود. او در سال ۲۰۱۲ در سریال زی الورد به کارگردانی سعد هنداوی و در سال ۲۰۱۴ در سریال صاحب بازی کرد. سریال السعده با بازی عادل امام و تعدادی از بازیگران بزرگ و به کارگردانی رامی امام از دیگر آثار تارا عماد است.